# 山本海人
山本海人（1985年7月10日—），日本足球運動員，並參加2008年夏季奥林匹克运动会。前日本國家足球隊成員。

## 俱乐部生涯
2004年，山本海人在清水心跳开始足球生涯，2013年转会至神戶勝利船，2017年转会至市原千葉JEF聯。

## 日本國家足球隊
山本海人参加了2008年夏季奥林匹克运动会。